# Larinus
Sous-genre
Larinus est un genre d'insectes coléoptères appartenant à la famille des Curculionidae, à la sous-famille des Lixinae, à la tribu des Lixini. Ses espèces se rencontrent pour la plupart dans la zone paléarctique avec notamment une cinquantaine d'espèces en Asie mineure.
Le genre Larinus comprend les sous-genres suivants :
- Cryphopus Petri, 1907
- Larinomesius Reitter, 1924
- Larinus Germar, 1824
- Phyllonomeus Gistel, 1856

## Description
Larinus se distingue des autres genres de Lixini par son absence de longs poils dressés sur le corps et les pattes. L'abdomen est plutôt de forme plus ou moins ovale. La massue au bout de chaque antenne est peu marquée, le septième segment étant presque aussi large.

## Synonyme
- Rhinobatus Germar, 1829

## Espèces
- Larinus abyssinicus - Larinus acanthiae - Larinus adspersus - Larinus afer - Larinus albarius - Larinus albicans - Larinus araxicola - Larinus bardes - Larinus bardus - Larinus basalis - Larinus bicolor - Larinus biguttatus - Larinus bombycinus - Larinus brevis - Larinus buccinator - Larinus byrrhinus - Larinus caffer - Larinus canescens - Larinus cardopatii - Larinus cardui - Larinus carinifer - Larinus carinirostris - Larinus carlinae - Larinus carthami - Larinus centaurii - Larinus chevrolatii - Larinus cirsii - Larinus clainpanaini - Larinus cleonoides - Larinus comatus - Larinus congoanus - Larinus conspersus - Larinus costirostris - Larinus criniger - Larinus crinitus - Larinus cuniculus - Larinus cylindricus - Larinus cynarae - Larinus ferrugatus - Larinus flavescens - Larinus flavomaculatus - Larinus foveicollis - Larinus genei - Larinus glabrirostris - Larinus glaucus - Larinus granicollis - Larinus gravidus - Larinus grisescens - Larinus guttifer - Larinus hedenborgi - Larinus hercyniae - Larinus hirtus - Larinus hispanicus - Larinus hololeucus - Larinus iaceae - Larinus idoneus - Larinus immitis - Larinus impressus - Larinus inquinatus - Larinus intermedius - Larinus lindblomi - Larinus lineatocollis - Larinus lineatus - Larinus lineola - Larinus longirostris - Larinus lynx - Larinus maculatus - Larinus maculosus - Larinus madagassus - Larinus maurus - Larinus minutus - Larinus mirei - Larinus modestus - Larinus morio - Larinus mucoreus - Larinus murinus - Larinus nanus - Larinus nubeculosus - Larinus oblongus - Larinus obtusus - Larinus ocelliger - Larinus ochreatus - Larinus odontalgicus - Larinus olsufievi - Larinus onopordinis - Larinus ornatus - Larinus pacatus - Larinus perbellus - Larinus pilosus - Larinus planus - Larinus pollinis - Larinus pseudovittatus - Larinus pulverulentus - Larinus pygmaeus - Larinus reconditus - Larinus risbeci - Larinus roreus - Larinus ruber - Larinus rugicollis - Larinus rusticanus - Larinus scabrirostris - Larinus scolymi - Larinus scrobicollis - Larinus senilis - Larinus sericatus - Larinus sibiricus - Larinus siculus - Larinus squalidus - Larinus stellaris - Larinus sturnus - Larinus subcostatus - Larinus sulphuratus - Larinus sulphurifer - Larinus syriacus - Larinus teretirostris - Larinus timidus - Larinus tubicen - Larinus tubicenus - Larinus turbinatus - Larinus ungulatus - Larinus ursus - Larinus vetula - Larinus villosus - Larinus virescens - Larinus vitellinus - Larinus vulpes[5].